# Miquel Salvadó i Llorens
Miquel Salvadó i Llorens (Puigcerdà, 1838 – Barcelona, 1921) fou un empresari i financer, fill de Joan Salvadó i Bonaventura Llorens. Realitzà els primers estudis a les Escoles Pies de Puigcerdà i es traslladà a Madrid on cursà els estudis de comerç a casa dels seus oncles Giralt i Colomer. Heretà el patrimoni familiar que incloïa la Colònia Salvadó, una colònia tèxtil a la perifèria de Puigcerdà. Casat amb la barcelonina Dolors Rabasa i Pont, esdevingué cunyat de l'escriptor Narcís Oller. Es guanyà una gran fama com a financer contribuint al desenvolupament de l'economia de Catalunya, com ho mostra el fet de ser uns dels promotors de la construcció de la carretera de la Collada de Toses. Bon benefactor, contribuí a la modernització de l'Hospital de Puigcerdà, dotant-lo d'una nova construcció, terrat, safareig, ascensor i calefacció central. També participà en la creació del Casino Ceretà. En l'àmbit polític, entrà dins del moviment catalanista i fou designat delegat a les assemblees de Manresa, Reus, Balaguer, Olot i Terrassa.